# Lee Ho-chol
Lee Ho-cheol oder auch Lee Ho-chol (* 15. März 1932 in Wŏnsan, Chōsen; † 18. September 2016) war ein südkoreanischer Schriftsteller.

## Leben
Lee Ho-chol wurde als Sohn einer Bauernfamilie in der Hafenstadt Wŏnsan (heute Nordkorea) geboren. Im Juli 1950, als er Schüler der 12. Klasse war, wurde er von der Volksarmee rekrutiert und geriet in der Provinz Kangwŏn in Kriegsgefangenschaft. Nach der Freilassung und seiner späteren Flucht in den Süden verdiente er sich seinen Unterhalt als Hafenarbeiter oder Arbeiter in einer Nudelfabrik, bis er als Wachmann beim Nachrichtendienst der US-Armee angestellt wurde.
In dieser Zeit begann er Romane und Erzählungen zu schreiben. Mit der Veröffentlichung von Heimatlos 1955 debütierte er auf der literarischen Bühne. 1961 erhielt er für P'anmunjŏm den Literaturpreis für Nachwuchsautoren und für die Erzählung Heimatlos 1962 den Tongin-Literaturpreis. Das schriftstellerische Renommee bedeutete aber nicht, dass er in der neuen Gesellschaft Fuß fasste. Sein Leben war nach wie vor das eines Entwurzelten, der allein und weit entfernt von seiner Heimat, von Eltern und Geschwistern sein Leben bewältigen musste. Lees Schriften sind auch eine Dokumentation seiner persönlichen Geschichte. Was er aufgrund seiner eigenen Erlebnisse zeigt, ist die Tragödie der Geschichte Koreas.
Bis zu seinem Tod engagierte er sich für die Gründung einer Akademie für koreanische Literatur in Yanbian, d. h. im Autonomiegebiet der koreanischen Minderheit in der Volksrepublik China. Zudem setzte er sich für die koreanische Wiedervereinigung ein und besuchte aus diesem Anlass mehrmals Nordkorea.

## Arbeiten (Auszug)

### Koreanisch
- 나상 (Das wahre Gesicht) Seoul: Munhak yesul, 1957
- 소시민 (Kleine Leute) Seoul: Singu, 1965
- 사월과 빙원 (Eisfeld im April) Seoul: Ŭlyu, 1967
- 탈향 (Heimatlos) Seoul: Munhak yesul, 1955
- 서울은 만원(滿員)이다 (Seoul ist voll) Seoul: Samsŏng, 1972
- 이단자 4 (Zwiedenker 4) Seoul: Han'guk munhak, 1973
- 닳아지는 살들 (Zermürbt) Seoul: Sasangge, 1963
- 판문점 (P'anmunjŏm) Seoul: Sasanggye, 1961
- 퇴역 선임하사 (Ein pensionierter Maat) Seoul: Koryŏwon, 1989
- 남녘 사람 북녘 사람 (Menschen aus dem Norden. Menschen aus dem Süden) Seoul: Premiumbooks, 1996
- 이산타령 친족타령 (Leid der Teilung, Leid der Trennung) Seoul: Ch'angbi, 2001

### Verfilmungen
- 서울은 만원이다 (Seoul ist voll) 1967

### Übersetzungen

#### Deutsch
- Menschen aus dem Norden. Menschen aus dem Süden. Bielefeld: Pendragon 2002, ISBN 3-93487223-9.
- Kleine Leute. Bielefeld: Pendragon 2004, ISBN 3-86532004-X.
- Heimatlos. Großheirath/Gossenberg, OSTASIEN Verlag 2013, ISBN 978-3-940527-71-4.

#### Englisch
- Southerners, Northerners Norwalk: EastBridge 2004

#### Französisch
- Gens du sud, gens du nord Marseille: Autres Temps 2003

#### Spanisch
- El ciudadano pequeo Mexico: Universidad de Guadalajara 1999

#### Polnisch
- Pónoc-Poudnie  Nobilitas 1999

## Auszeichnungen
- 2012 – 제53회 3,1 문화상 예술상 (Kultur- und Kunstpreis "1. März")
- 2004 – 독일 예나대학 프리드리히 실러 메달 (Deutsche Friedrich-Schiller-Medaille der Universität Jena)
- 1998 – 대한민국예술원상 (Künstlerpreis der Republik Korea)
- 1996 – 대산문학상 (Taesan Literaturpreis)
- 1989 – 대한민국문학상 (Literaturpreis der Republik Korea)
- 1962 – 동인문학상 (Tongin Literaturpreis)
- 1961 – 현대문학상 신인상 (Literaturpreis für Nachwuchsautoren)